# Aminobenzonitrile
Die Aminobenzonitrile bilden eine Stoffgruppe, die sich sowohl von Anilin als auch von Benzonitril ableitet. Die Struktur besteht aus einem Benzolring mit angefügter Cyanogruppe und einer Aminogruppe als Substituenten. Durch deren unterschiedliche Anordnung ergeben sich drei Konstitutionsisomere.
| Gefahrensymbol |

| Gefahrensymbol |

| Gefahrensymbol | Gefahrensymbol |

## Eigenschaften
2-Aminobenzonitril hat einen n-Octanol-Wasser-Verteilungskoeffizienten von {\displaystyle \log P_{\mathrm {ow} }=0{,}901}. Bei 3-Aminobenzonitril ist es {\displaystyle \log P_{\mathrm {ow} }=1{,}011} und bei 4-Aminobenzonitril {\displaystyle \log P_{\mathrm {ow} }=1}.

## Darstellung
Aminobenzonitrile können aus den korrespondierenden Iodanilinen hergestellt werden, indem diese entweder mit Kaliumhexacyanidoferrat(II), oder mit Kupfer(I)-cyanid in einer nukleophilen aromatischen Substitution umgesetzt werden. Diese Reaktionen werden typischerweise in Dimethylformamid als Lösungsmittel durchgeführt. Teilweise ist dabei der Einsatz eines Katalysators notwendig. Wird Kupfercyanid verwendet, muss vorher die Aminogruppe mit Trifluoressigsäureanhydrid geschützt werden. Die Schutzgruppe wird dann nach der Substitution durch methanolisch-wässriges Kaliumcarbonat wieder abgespalten.

## Verwendung
Aminobenzonitrile können als Edukte für Iodbenzonitrile dienen.